# 츠키노 리사
츠키노 리사(일본어: 月野りさ, 1989년 10월 1일 ~ )는 일본의 성인 비디오 여배우, 스트리퍼다. 2008년 7월 kawaii*에서 발매한 《반짝반짝★귀여운♥ 츠키노 리사》로 성인 비디오에 데뷔했고, 이후로 키카탄 배우로서 활동했다. 2010년엔 스카파! 성인방송대상에서 일간 겐다이상을 받았다.
2012년 3월 무렵 본인의 트위터를 통해 은퇴를 발표한 것으로 알려져있지만, 은퇴하면서 기사들을 내리고 블로그 따위를 완전히 삭제했기 때문에 현재는 남아있지 않다. 다만 4월 16일 블로그에 자신이 이미 은퇴했음을 시사한 포스트가 웹에 보존되어있기 때문에 그 시기를 가늠해볼 수 있다. 타치바나 사야의 트위터에 따르면 동양 쇼 극장에서 공연하던 스트립쇼 역시 2012년 3월 29일부터 31일까지의 은퇴 공연을 통해 떠난것으로 보인다.

## 같이 보기
- 성인 비디오 / 여배우
- 스카파! 성인방송대상